# Stazione di Montevarchi-Terranuova
La stazione di Montevarchi-Terranuova si trova sulla linea lenta Firenze–Roma nel tratto fra Firenze e Arezzo ed è situata nell'omonima località, in provincia di Arezzo.

## Storia

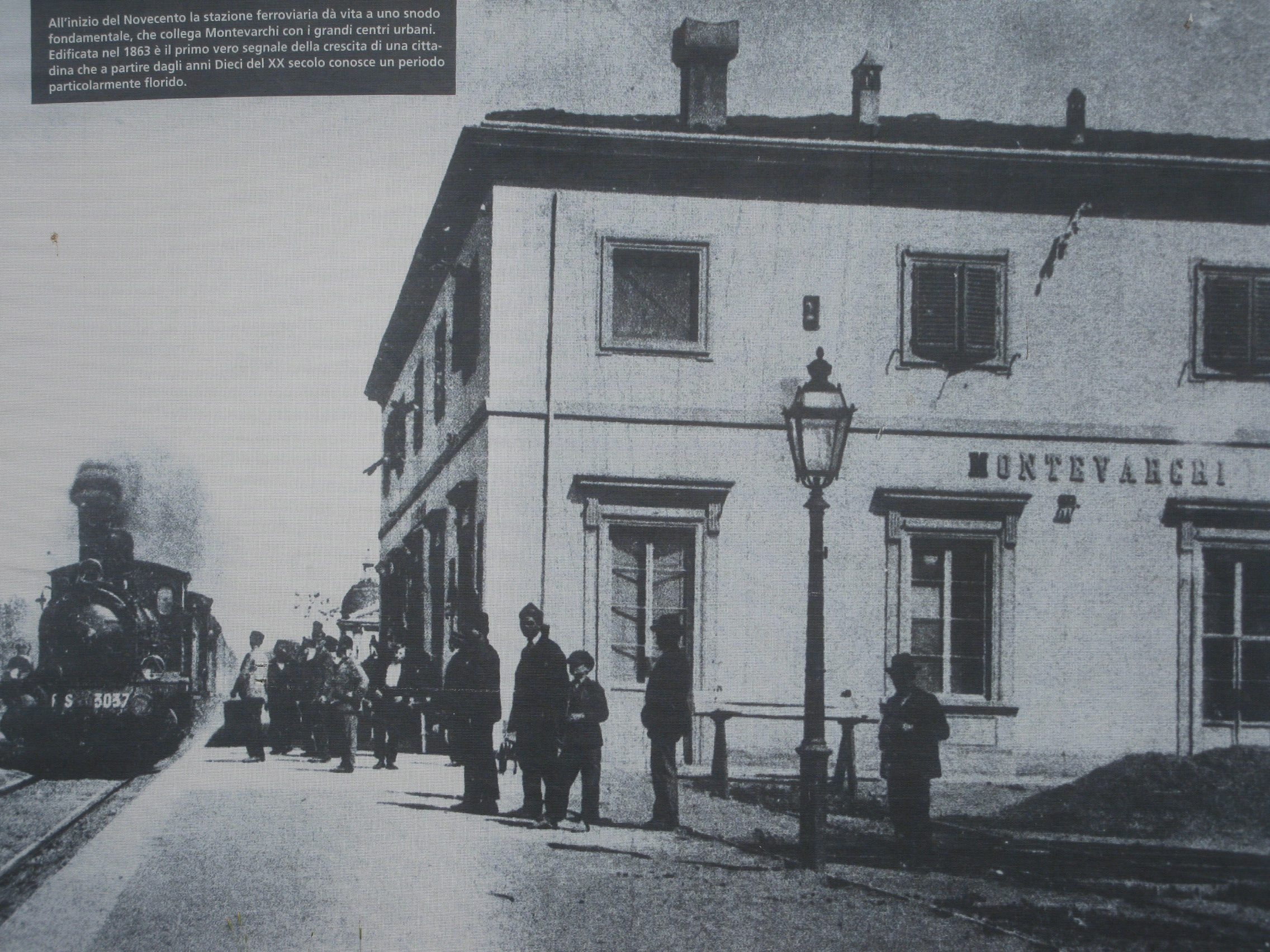
Foto della stazione nel 1863 poco tempo dopo l'inaugurazione

La stazione fu aperta il 18 aprile 1863 dalla Società per le strade ferrate romane. Per alcuni mesi Montevarchi era stazione di testa della linea che partiva da Firenze; pochi mesi più tardi venne aperto il tratto Montevarchi-Terontola.
Il fabbricato viaggiatori originale è stato distrutto durante la Seconda guerra mondiale; ne è stato costruito uno nuovo in seguito.

## Strutture e impianti

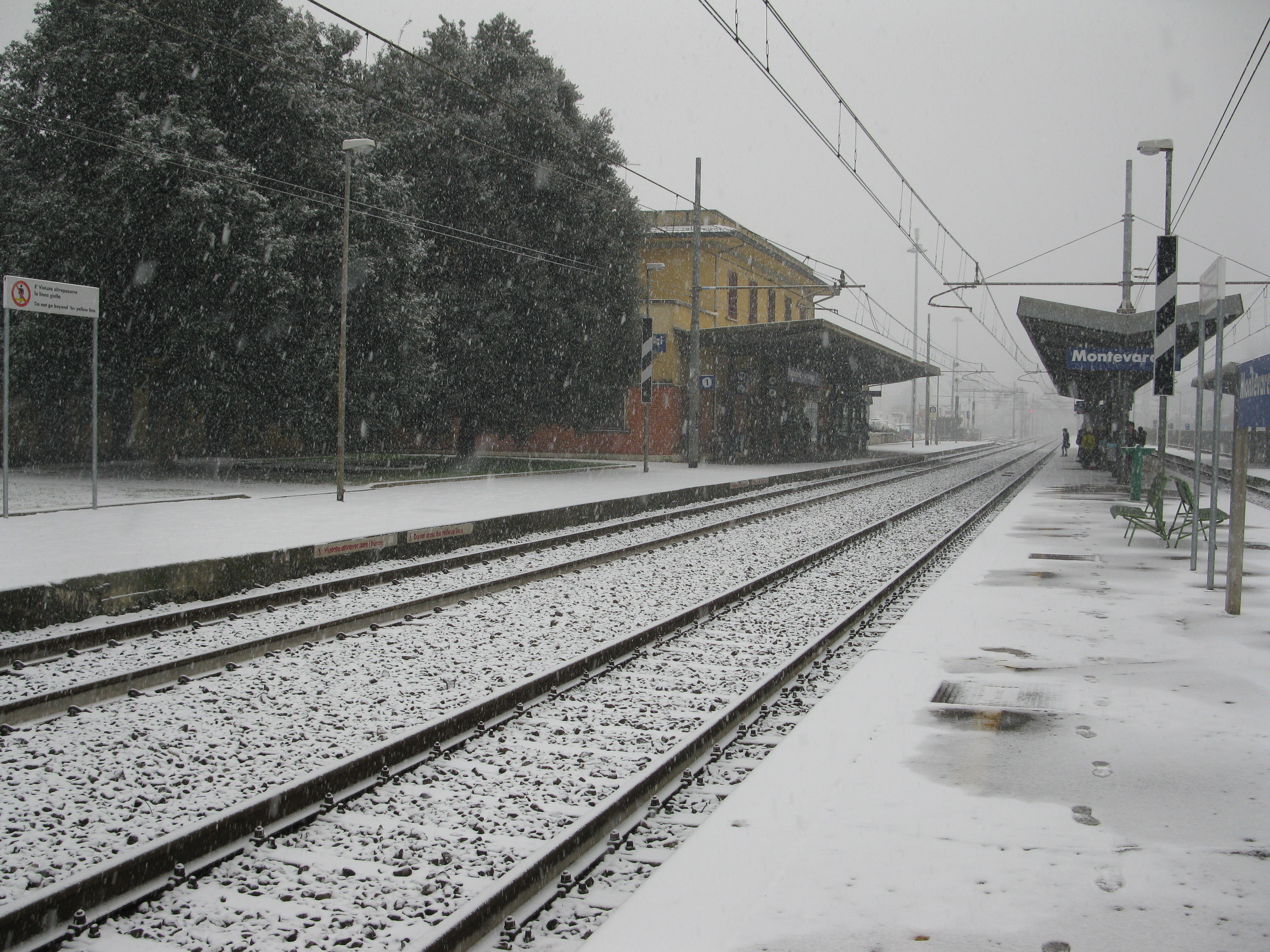
La stazione durante una nevicata

Il piazzale è composto da tre binari dotati di banchine e pensiline. Un sottopassaggio permette ai passeggeri di accedere al secondo e al terzo binario.
Il binario 1 per la direzione Arezzo il 2° per Firenze e il 3°come capolinea per Prato e Pistoia.
Appartiene alla categoria silver di RFI. Il traffico giornaliero passeggeri è più di 2090 unità. La stazione ha circa quattro coppie di treni sia verso Sud che verso Nord. Infatti questa stazione fa parte del progetto Memorario avviato già da tempo da Trenitalia in collaborazione con la Regione Toscana.
È presente uno scalo merci ormai usato solo per i macchinari addetti alla manutenzione della linea; lo scalo merci più vicino ancora operativo è quello di San Giovanni Valdarno.
Sono presenti due ascensori che collegano i binari al sottopassaggio. Con la costruzione della direttissima, la stazione è servita soltanto da treni regionali; il traffico passeggeri si mantiene buono in tutto l'arco della giornata.

## Servizi

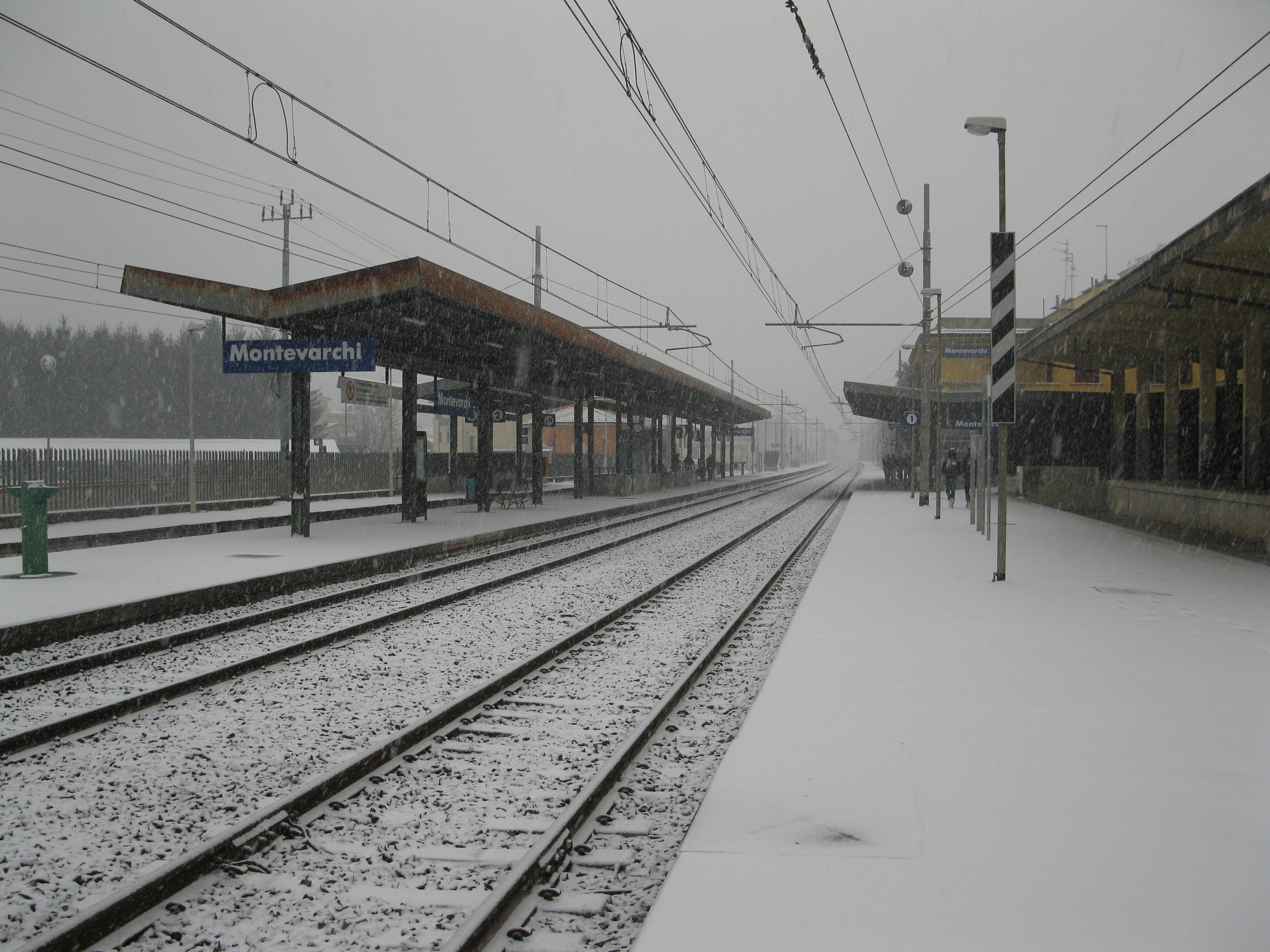
Il piazzale binari visto dall'ex scalo merci durante una nevicata

La stazione dispone di:
- Biglietteria a sportello
- Biglietteria automatica
- Sala d'attesa
- Servizi igienici
- Bar

## Interscambi
La stazione dispone di un parcheggio di interscambio e di un terminal autobus poco distanti dalla stazione. 
Il servizio di trasporto pubblico è assicurato dalla ditta consortile Etruria Mobilità.

### Il nodo intermodale di Montevarchi
Nell'area dell'ex scalo merci, il 14 marzo 2011, sono iniziati i lavori per la realizzazione del nuovo terminale intermodale di Montevarchi. L'intervento costato 2,5 milioni di euro prevede la costruzione di un nuovo terminal bus, un parcheggio di interscambio più ampio di quello già esistente e una ciclostazione che avrà la capacità di ospitare circa 200 biciclette. Verranno inoltre realizzati percorsi protetti di accesso al nodo e altre strutture complementari.